# MC Wspyszkin
Vladímir Aleksándrovich Túkov (en ruso: Владимир Александрович Турков; 31 de octubre de 1936 - 14 de noviembre de 2011) fue un presentador de radio, actor de cine, DJ y cantante ruso, conocido por el nombre artístico de MC Vspyshkin (en ruso: MC Вспышкин).
Fue una figura reconocida en la música electrónica de baile rusa de la década de 2000. Comenzó como DJ a su avanzada edad, llevaba una gran barba y bigote naturales, trajes extravagantes y utilizaba un humor poco convencional en sus textos, lo que lo diferenciaba de otros artistas de la época.

## Primeros años de vida
Vladímir Túkov nació el 31 de octubre de 1936 en Leningrado. Sus padres no estaban casados. El padre murió en el frente de la Segunda Guerra Mundial en 1941.
Vladímir Túkov sobrevivió al asedio de Leningrado. Después de graduarse de la escuela secundaria, sirvió en las Fuerzas Armadas Soviéticas como recluta, se graduó de la universidad y trabajó en el Instituto de Metrología D. I. Mendeléyev como ingeniero. En la década de 1970, también fue administrador de la banda de rock soviética "Kochevniki" (también conocida como "Savoyary").

## Culturismo
Vladímir Túkov era culturista y en la década de 1960 abrió un club de gimnasia "Monolito", donde los jóvenes podían probarse a sí mismos en este tipo de actividad. Por esta razón, Turkov había sido perseguido por los funcionarios regionales, porque las autoridades soviéticas sospechaban del movimiento de culturismo. También organizó una pista de hockey.

## Carrera de actor
En el período comprendido entre finales de la década de 1980 y principios de la década de 2000, Vladimir Turkov apareció en papeles episódicos en diferentes películas y series.

## Carrera en radio y música
A finales de la década de 1990, Vladimir Turkov, tomando el nombre artístico de MC Vspyshkin, comenzó a trabajar como DJ en fiestas rave en clubes nocturnos locales y como locutor de radio en la estación de radio "Radio Record".
En 2004, se lanzó el álbum Sex, que fue realizado en colaboración con Dmitry Chekov (conocido como Nikiforovna). En 2004-2005, se lanzaron dos álbumes, hechos en colaboración con DJ Gagarin.
En 2005, MC Vspyshkin y DJ Aligator lanzaron un sencillo colaborativo Davaj Davaj.

## Fallecimiento

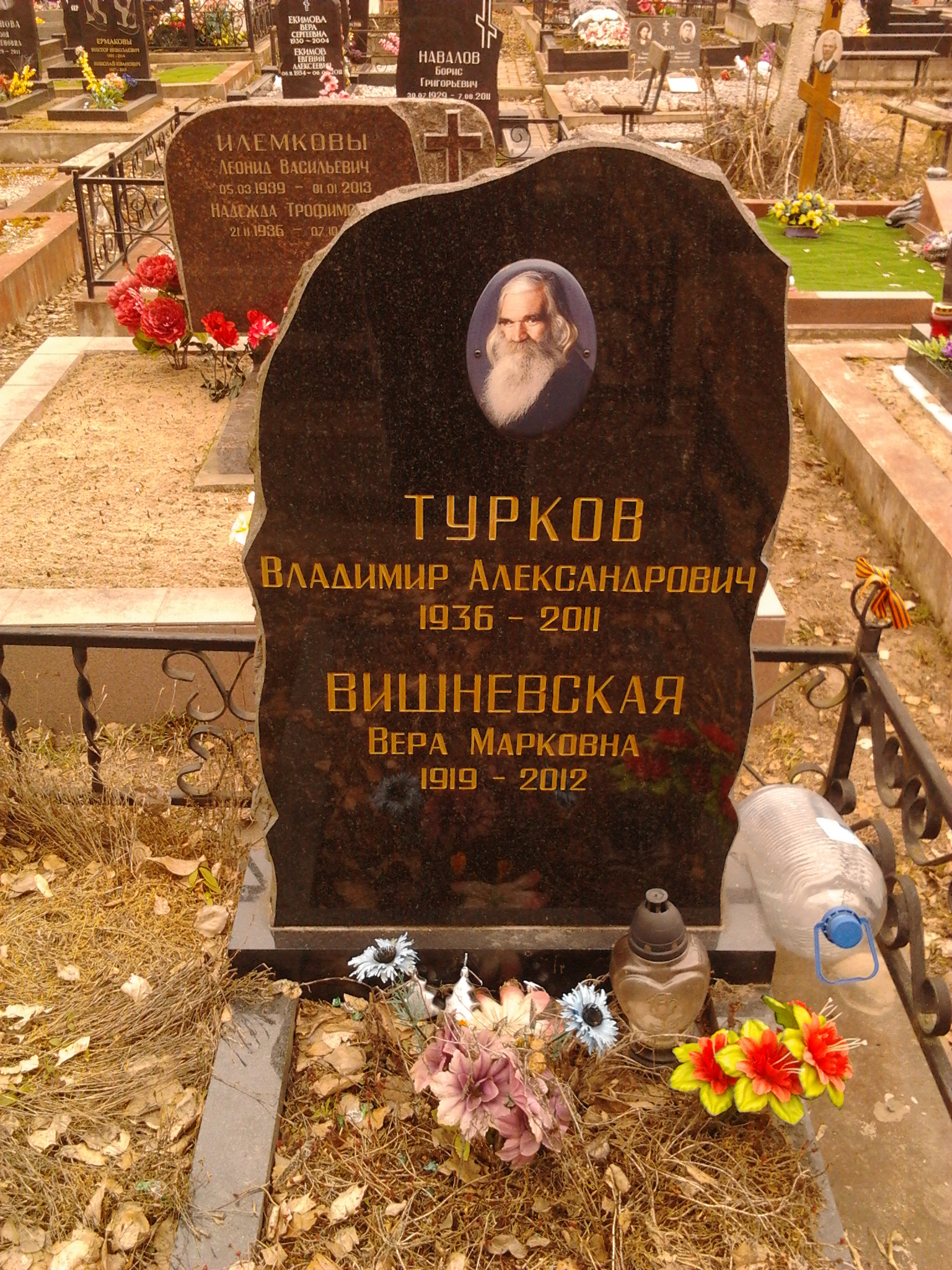
La lápida de Vladímir Túkov y su madre.

Vladímir Túkov murió de un ataque al corazón el 14 de noviembre de 2011 en el andén de la estación de metro Ulitsa Dybenko.
Fue enterrado en el cementerio de Smolensky.

## Familia
Túkov estaba casado y tenía una hija, dos hijos y cuatro nietos.
Su madre murió en 2012, sobreviviendo a su hijo por varios meses.

## Legado
Para conmemorar el décimo aniversario de la muerte de Vladimir Turkov, se publicó un álbum de fotos conmemorativo.